# Chad & Jeremy

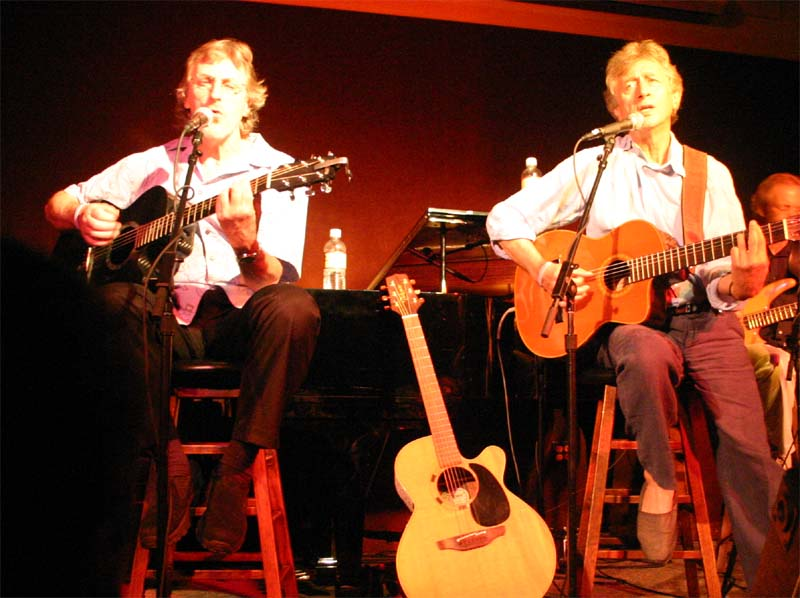
Chad & Jeremy (2005)

Chad & Jeremy war ein britisches Poprock-Gitarren- und Gesangsduo, das in den 1960er Jahren vor allem in den USA Erfolg hatte. Die beiden Musiker sind Chad Stuart (eigentlich David Stuart Chadwick, * 10. Dezember 1941 in Windermere, Cumbria; † 20. Dezember 2020 in Hailey, Idaho) und Jeremy Clyde (eigentlich Michael Thomas Jeremy Clyde, * 22. März 1941 in Dorney, Buckinghamshire).

## Bandgeschichte
Chad und Jeremy lernten sich auf der Central School of Speech and Drama, einer Schauspielschule in London kennen. Chad brachte Jeremy das Gitarrespielen bei, sie gründeten ihr Duo und daneben eine Rockband namens The Jerks. Die Band löste sich bald auf, Chad ging kurzzeitig nach Schottland und arbeitete als Schauspieler. 1963 trafen sich beide in London wieder. Produzent John Berry entdeckte sie bei Liveauftritten und nahm sie für das Independent-Label Ember Records unter Vertrag. Die erste Single des Duos, Yesterday's Gone, war ihr einziger Charthit in ihrer Heimat.
In Kalifornien, wohin sie 1964 im Rahmen der British Invasion kamen, trafen Chad & Jeremy mit ihrem von Streichern untermalten, an der Harmonik der Beach Boys und der Byrds orientierten Sound auf mehr Gehör als in Großbritannien. Sie erhielten einen US-Vertrag bei World Artists Records, bei denen auch Reparata & the Delrons veröffentlichten. Yesterday's Gone wurde auch hier ein Hit, und ihre zweite Single A Summer Song, produziert von Shel Talmy, stieg auf Platz 7 der Billboard Hot 100. Die folgenden Veröffentlichungen, „Willow Weep for Me“ und Before and After, kamen ebenfalls in die Top 20. Auf der Welle des Erfolgs verlegten die beiden ihren Wohnsitz nach Kalifornien. Insgesamt brachte das englische Duo von 1964 bis 1966 sieben Songs, darunter auch What Do You Want With Me (1964) und Summer Song (1966), in die US-Top-40.
Als die Beatles 1967 mit ihrem Sergeant-Pepper-Album in der Pop-Musik neue Weg gingen, änderten auch Chad & Jeremy ihren britischen Soft-Beat. Sie veröffentlichten Konzeptalben wie Of Cabbages and Kings (1967) und Ark (1968), die zwar von den Kritikern hochgelobt, von den Fans jedoch nicht gekauft wurden.
Im Fernsehen hatten Chad & Jeremy Gastrollen in der Serie Batman. In einer Folge spielten sie sich selbst, neben Gaststar Julie Newmar als Catwoman. Daneben traten sie in zahlreichen Fernsehshows auf, so bei Dick Van Dyke oder Patty Duke.
Während Jeremy Clyde nebenher Theater spielte und eine Solosingle herausbrachte, veröffentlichte Chad Stuart eine Platte gemeinsam mit seiner Frau Jill Stuart. Die Spannungen zwischen beiden stiegen, und das Duo trennte sich 1968. Die Soundtrack-LP zum Film Three in the Attic erschien 1969 zwar noch unter dem Namen des Duos, war aber eigentlich eine Soloproduktion von Chad Stuart. Jeremy Clyde verlegte sich ganz auf die Schauspielerei.
1977 formierten sich Chad & Jeremy neu, um ein paar Demosongs aufzunehmen; fünf Jahre später brachten sie ein Reunion-Album heraus. Bis 2016 bestand das Duo fort und ging gemeinsam auf Tournee. Anschließend betätigte sich Jeremy Clyde als Solokünstler. Chad Stuart starb kurz nach seinem 79. Geburtstag am 20. Dezember 2020.